# Eva Siracká
Eva Siracká (Uherské Hradiště, 1 de mayo de 1926-21 de febrero de 2023) fue una médica eslovaca. Entre 1990 y 2020, se desempeñó como presidenta de la ONG Liga Contra el Cáncer. En 2011, se convirtió en la primera mujer europea en recibir el Premio a la Salud Sasakawa, que otorga la Organización Mundial de la Salud.

## Primeros años de vida
Nació el 1 de mayo de 1926 en Uherské Hradiště en la parte checa de Checoslovaquia, pero vivió en Eslovaquia desde su infancia. Estudió en la Facultad de Medicina de la Universidad Comenius de Bratislava de 1945 a 1951 con un enfoque en el cáncer mientras realizaba su práctica en el Hospital Instituto del Cáncer Santa Isabel.

## Carrera
Después de graduarse, trabajó en el Instituto de Oncología de Bratislava. Fue la primera mujer en Eslovaquia en trabajar en el campo de la radioterapia en oncología, investigando el efecto del oxígeno sobre las células tumorales y su sensibilidad a la radiación. Defendió con éxito su tesis en 1964.
En 1969, recibió una beca de seis meses en el Instituto Karolinska de Estocolmo. Posteriormente, se dedicó a la investigación de orientación clínica en el Instituto de Oncología Experimental de la Academia Eslovaca de Ciencias hasta 1991. Durante su mandato, también visitó lugares de trabajo en el extranjero y trabajó en Berlín durante un año.

### Liga contra el Cáncer
En 1990, Siracká fundó la Liga contra el Cáncer en Bratislava. Fue presidenta de la Liga Contra el Cáncer desde sus inicios. En una entrevista de 2016, dijo en broma que «mientras la Reina británica, que tiene mi edad, reine, no podré dejar la Liga del Cáncer». Sin embargo, renunció el 31 de diciembre de 2020, a los 93 años.

## Posiciones políticas
En 2014, Siracká apoyó consagrar el matrimonio en la constitución de Eslovaquia como la unión entre un hombre y una mujer, lo que fue impulsado por el Movimiento Demócrata Cristiano (KDH); esto también evitaría la extensión judicial de los derechos matrimoniales para el matrimonio entre personas del mismo sexo. El KDH invitó a Siracká a presentar la propuesta al Parlamento con su presidente Ján Figeľ. En junio de 2014, fue aprobada y convertida en ley por el presidente Ivan Gašparovič, con 102 de los miembros del Consejo Nacional de la República Eslovaca votando a favor y 18 en contra.

## Vida personal y muerte
Siracká fue famosa por decir: «La estupidez humana es peor que el cáncer».
Murió el 21 de febrero de 2023, a la edad de 96 años. La presidenta Zuzana Čaputová rindió homenaje a la vida de Siracká después de su muerte y destacó su contribución para aumentar la conciencia sobre el cáncer en Eslovaquia. El presidente del parlamento eslovaco, Boris Kollár, también rindió homenaje a Siracká.

## Premios y honores
- 1983 Premio Nacional al trabajo dedicado a la investigación radiológica.[17]
- 2000 Orden de Ľudovít Štúr de tercera clase para actividades de investigación científica y profesional a largo plazo en oncología con un enfoque en radioterapia, y la principal contribución a la creación de la Liga contra el Cáncer y sus actividades.[18]
- 2006 Premio Mujer del siglo XXI por su contribución de por vida a la representación de las mujeres eslovacas en el mundo.[19]
- 2006 Pribina Cross, primera clase, por méritos significativos y desarrollo de la República Eslovaca en el campo de la atención médica.[20][21]
- Premio de Salud Sasakawa 2011 otorgado por la Organización Mundial de la Salud. Fue la primera mujer europea en recibir el premio[22][23]
- Personalidad del año de Bratislava 2014.[24][25]
- Premio Ciudadano Europeo 2015 otorgado por el Parlamento Europeo.[26][27]

### Los más grandes eslovacos
Siracká fue considerado uno de los 100 más grandes eslovacos (Najväčší Slovák) según una encuesta organizada por Radio y Televisión de Eslovaquia (RTVS), que tuvo lugar entre octubre de 2018 y mayo de 2019.